# Emponzoñamiento bothrópico

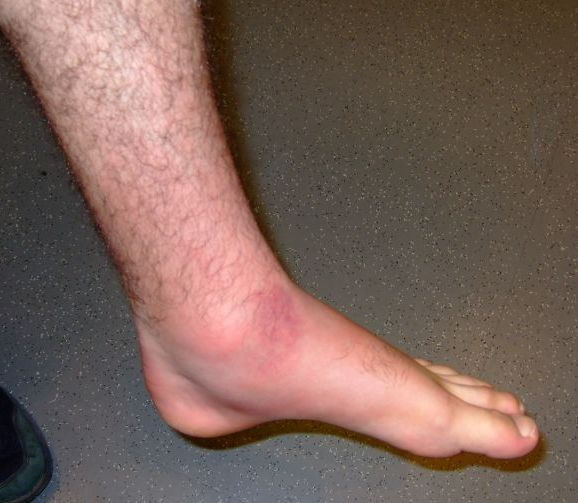
Inflamación y enrojecimiento característico de morderura de víbora, paciente masculino: tres días posterior a la morderdura, sin tratamiento.

El emponzoñamiento bothrópico es el envenenamiento producido por la mordedura de una serpiente del género Bothrops. Este tipo de emponzoñamiento representa un problema médico común en América Central y partes de América del Sur, siendo las especies Bothrops asper y Bothrops atrox las que más mordeduras por serpientes se registran en la región. El emponzoñamiento se caracteriza por drásticas patologías del tejido que rodea la zona de la mordedura, incluyendo un edema importante.
Se ha observado que los accidentes en la cabeza y en el tronco tienden a ser más serios. Los niños suelen complicarse con mayor frecuencia, ya que su reducido volumen de distribución hace que el veneno actúe con mayor rapidez a nivel sistémico.

## Epidemiología
El accidente ofídico por Bothrops es el emponzoñamiento por serpientes más frecuente en Latinoamérica, con una mortalidad que suele ser menor del 10%. En Colombia, por ejemplo, más del 90% de los casos de accidentes por mordeduras de serpientes son ocasionados por el género Bothrops. Similarmente, en Venezuela, se ha reportado una ocurrencia de emponzoñamiento por el género Bothrops del 80% de todos los accidentes notificados por mordeduras de serpiente. En México cerca del 10% de las mordeduras de serpientes acaban con la vida del paciente, siendo las mordeduras de cascabel y Bothrops asper las más frecuentes, especialmente en el estado de Veracrúz.

## Patogenia
Dado que el flujo linfático juega un papel en el mantenimiento del equilibrio de los fluidos de los tejidos, el efecto del veneno de las serpientes Bothrops sobre los vasos linfáticos juega un papel importante en la aparición del edema local así como en la distribución del veneno por el resto del cuerpo de la víctima.
El veneno suele producir una rápida reducción del diámetro de la luz de los vasos linfáticos, asociado a una interrupción en el flujo de la linfa. Estos efectos parecen ser debido a la presencia en el veneno de un homólogo de la fosfolipasa A2 miotóxica y no por la metaloproteinasa hemorrágica, ni la proteasa de serina coagulante. Estudios al respecto sugieren que las alteraciones observadas en los vasos linfáticos se debe al efecto de esta molécula sobre las células musculares lisas de la pared de los vasos linfáticos, lo que puede contribuir al característico edema de estos emponzoñamientos ofídicos. El veneno contiene además entre 15 y 20 enzimas —entre ellas fosfolipasas B y C, hialuronidasas, monofosfoesterasas, acetilcolinesterasas y enzimas trombolíticas— que actúan modificando la permeabilidad capilar de la membrana del eritrocito y de las fibras musculares, consumen fibrinógeno, plaquetas y causan necrosis de los tejidos afectados.
Dentro de las causas relacionadas con la falla renal se pueden considerar la presencia de agentes nefrotóxicos directos, coagulación intravascular diseminada, o enzimas proteolíticas y sustancias vasoactivas que actuarían sobre la función renal.

## Cuadro clínico
El envenenamiento por serpientes de la familia Viperidae (víboras) inducen graves alteraciones patológicas en el sitio de la inyección de veneno, como edema, necrosis, hemorragia y formación de ampollas, que pueden conducir a daño permanente al tejido circundante a la herida y la discapacidad o amputación del miembro afectado. El edema es una manifestación importante y común en el emponzoñamiento por Bothrops, especialmente por el efecto que tiene el veneno sobre los vasos linfáticos.
Los emponzoñamientos de todas las especies de Bothrops también causan alteraciones sistémicas como trastornos de la coagulación y, en los casos más graves, una insuficiencia renal aguda que puede llevar a la muerte del paciente.

## Diagnóstico
El tratamiento de la mordedura por Bothrops comienza estableciendo si el paciente recibió veneno de la mordedura. El grado de envenenamiento determina el tratamiento y las posibles secuelas, por medio de los signos clínicos según los criterios de Christopher y Rodning (1986):
- Grado 0: No hay evidencias clínicas de envenenamiento en un individuo con antecedentes de mordedura de serpiente, con heridas por colmillos presentes y sin síntomas ni signos locales o sistémicos a las 6 horas de la exposición.
- Grado I: Envenenamiento leve—heridas por colmillos presentes, edema local y eritema alrededor de la lesión menor de 20 cm, dolor local tolerable sin síntomas sistémicos y probable alteración de los valores en exámenes de laboratorio.
- Grado II: Envenenamiento moderado—heridas por colmillos presentes, edema local y eritema alrededor de la lesión de 20 - 30 cm, dolor local severo con anormalidades sistémicas y de laboratorio.
- Grado III: Envenenamiento severo—signos y síntomas francos de emponzoñamiento, edema mayor de 30 cm y reacción sistémica severa manifestada por sangrado y/o coagulación intravascular diseminada y notables alteraciones de laboratorio.

Las pruebas de laboratorio dan una indicación del estado sistémico del paciente, incluyendo el hemograma, tiempo de protrombina, PTT, creatincinasa sérica y el tiempo de sangrado.

## Tratamiento
Aunque la inmovilización de la extremidad mordida puede ser útil para los elápidos, incluyendo las cobras, las serpientes de coral, las mambas y las serpientes marinas, no es un procedimiento adecuado para el emponzoñamiento por víboras como los Bothrops.
El suero antiofídico polivalente es el adecuado para los emponzoñamientos por todas las especies de Bothrops, una solución de inmunoglobulinas específicas purificadas por digestión enzimática, por lo general del caballo. Cada mililitro del antiofídico polivalente—el cual viene en frascos de 10 ml—neutraliza a 2 mg de veneno. Anterior a la administración del antiofídico se debe realizar una prueba de sensibilidad por razón de que suele causar reacciones alérgicas. Para ello se administra 0,1 ml de una solución preparada con 1 ml de suero antiofídico diluido en 9 ml de solución salina. Si la prueba de sensibilidad resulta positivo el personal de atención médica realiza una desensibilización con hidrocortisona previo al suero antiofídico.
De acuerdo a la severidad del emponzoñamiento se administra el antiofídico en mayores dosis:
- Grado I: 2 a 5 ampollas de antiofídico polivalente (6 a 10 frascos en niños) diluidos en solución de dextrosa al 5%, administrado entre 10-15 gotas por minuto, aumentando la velocidad según la respuesta del paciente.
- Grado II: 6-10 ampollas de antiofídico polivalente (10 a 20 frascos en niños) diluidos en 300-500 cc de solución de dextrosa al 5%
- Grado III: 10 o más ampollas que puede llegar a administrarse hasta 20-25 frascos (hasta 40 ampollas en niños) diluidos en 500 cc de solución de dextrosa al 5% a gote rápido.

Una de las metas del tratamiento con antivenenos es detener en las primeras 6-12 horas los sangrados local y sistémico y normalizar la coagulación sanguínea. Dependiendo el grado de envenenamiento se decide también la administración de plasma fresco congelado para corregir dichas alteraciones de la coagulación. El tratamiento también incluye la antibioticoterapia, inmunización antitetánica y
aliviar el dolor. No se recomienda la administración de corticoides ya que estos interfieren con el proceso de la coagulación.

## Complicaciones

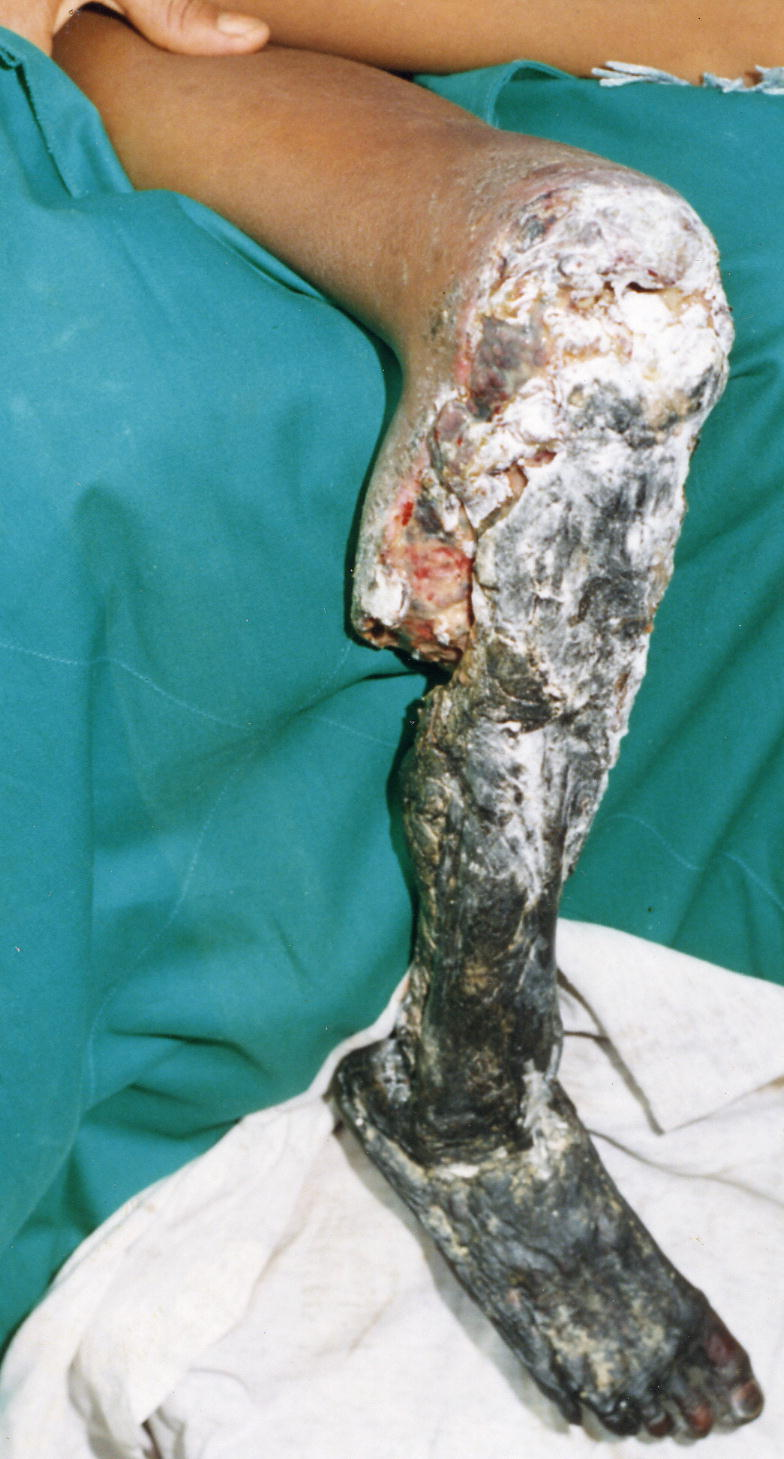
Paciente de 11 años con necrosis extensa en miembro inferior derecho, dos semanas después de una mordedura por Bothrops asper sin tratamiento.

Algunas de las complicaciones que acarrea una mordedura por Bothrops incluyen:
- Necrosis con pérdida de masa muscular, desfiguraciones y amputaciones[3]
- Abscesos en el sitio de la mordedura
- Complicaciones infecciosas en y alrededor del sitio de la mordedura, principalmente de bacterias Gram negativas:[4]
  - Celulitis
  - Fascitis
  - Osteomielitis
  - Bacteriemia

Es evidente que son los gérmenes que viven en la cavidad oral
de las serpientes los que ocasionan estas infecciones y no necesariamente las bacterias que forman parte de la flora comensal de la piel de los seres humanos.